# Leo Buerger
Leo Buerger (13 de septiembre de 1879, Viena; 6 de octubre de 1943, Nueva York) fue un patólogo, cirujano y urólogo austríaco. En 1880 su familia emigró a Estados Unidos. La enfermedad de Buerger lleva su nombre.

## Educación
Acudió a varias escuelas elementarias en Nueva York, Chicago y Filadelfia. Realiza estudios de medicina graduándose en la Universidad de Columbia en Nueva York.
Inicialmente trabajó en el Hospital Lenox Hill (1901 - 1904) y en el Hospital Monte Sinaí

## Obra

### Algunas publications
.De Buerger solo o en colaboración con otros, más de 160 artículos en diversas revistas científicas.
- Thrombo-Angiitis Obliterans: A study of the vascular lesions leading to presenile spontaneous gangrene. Am J Med Sci 136 (1908) 567

- The pathology of the vessels in cases of gangrene of the lower extremities due to so-called endarteritis obliterans. Proc NY Pathol Soc 8 (1908) 48 Proc Soc NY Pathol 8 (1908) 48

- Diseases of the Circulatory Extremities. 1924